# Xue Juan
Dans ce nom chinois, le nom de famille, Xue, précède le nom personnel Juan.
Pour les articles homonymes, voir Xue.
Xue Juan (en chinois : 薛娟 ; pinyin : Xuē Juān), née le 20 octobre 1989 à Pékin (Chine), est une pongiste handisport chinoise concourant en classe 3 pour les athlètes en fauteuil roulant. Elle détient quatre titres asiatiques (2013, 2015, 2017), deux titres mondiaux (2014, 2018) et quatre titres paralympiques (2016, 2020).

## Biographie
Comme de nombreuses pongistes chinoises, elle est une victime de la poliomyélite enfant.

## Carrière
Lors des Jeux paralympiques d'été de 2016, elle remporte l'or par équipes classe 1-3 avec Liu Jing et Li Qian. Elle remporte également l'or en individuel classe 3 en battant sa compatriote Li Qian 3 sets à 0 en finale. Lors des Jeux de 2020, elle conserve son titre en individuel en battant la Slovaque Alena Kánová 11-2, 11-6, 11-9 ainsi que le titre par équipes avec Li Qian en battant les Sud-Coréennes Yoon Ji-yu et Lee Mi-gyu.

## Palmarès

### Jeux paralympiques
- médaille d'or en individuel classe 3 aux Jeux paralympiques d'été de 2016 à Rio de Janeiro
- médaille d'or par équipes classe 1-3 aux Jeux paralympiques d'été de 2016 à Rio de Janeiro
- médaille d'or en individuel classe 3 aux Jeux paralympiques d'été de 2020 à Tokyo
- médaille d'or par équipes classe 1-3 aux Jeux paralympiques d'été de 2020 à Tokyo

### Championnats du monde
- médaille d'or en individuel classe 3 aux Mondiaux 2014 à Pékin
- médaille d'or par équipes classe 1-3 aux Mondiaux 2014 à Pékin
- médaille d'or en individuel classe 3 aux Mondiaux 2018 à Laško

### Championnats d'Asie
- médaille d'or par équipes classe 1-3 aux Championnats d'Asie 2013 à Pékin
- médaille d'argent en individuel classe 3 aux Championnats d'Asie 2013 à Pékin
- médaille d'or par équipes classe 1-3 aux Championnats d'Asie 2015 à Amman
- médaille d'or en individuel classe 1-3 aux Championnats d'Asie 2017 à Pékin
- médaille d'or par équipes classe 1-3 aux Championnats d'Asie 2017 à Pékin
- médaille d'argent en individuel classe 3 aux Championnats d'Asie 2015 à Amman
- médaille de bronze en individuel classe 3 aux Championnats d'Asie 2019 à Taichung

### Jeux para-asiatiques
- médaille d'or par équipes classe 1-3 aux Jeux para-asiatiques de 2014 à Incheon
- médaille d'or en individuel classe 1-2 aux Jeux para-asiatiques de 2018 à Jakarta
- médaille d'argent en individuel classe 3 aux Jeux para-asiatiques de 2014 à Incheon
- médaille d'argent par équipes classe 2-5 aux Jeux para-asiatiques de 2018 à Jakarta